# Sorrento (Louisiana)
Sorrento ist eine Kleinstadt (mit dem Status „Town“) im Ascension Parish im US-amerikanischen Bundesstaat Louisiana. Das U.S. Census Bureau hat bei der Volkszählung 2020 eine Einwohnerzahl von 1.514 ermittelt.
Sorrento ist Bestandteil der Metropolregion um die Stadt Baton Rouge.

## Geografie
Sorrento liegt im mittleren Südosten Louisianas, unweit des linken Mississippiufers. Die geografischen Koordinaten von Sorrento sind 30°11′04″ nördlicher Breite und 90°51′33″ westlicher Länge. Das Stadtgebiet von Sorrento erstreckt sich über eine Fläche von 8 km².
Benachbarte Orte von Sorrento sind French Settlement (19,6 km nordöstlich), Lutcher (24,9 km südöstlich), Convent (24,4 km südlich), Donaldsonville (23,2 km südwestlich), Burnside (9,1 km in der gleichen Richtung) und Gonzales (9,3 km nordwestlich).
Die nächstgelegenen größeren Städte sind Louisianas Hauptstadt Baton Rouge (46,7 km nordwestlich) und Louisianas größte Stadt New Orleans (87,1 km ostsüdöstlich).

## Verkehr
Die Interstate 10 verläuft durch den Südwesten des Stadtgebiets von Sorrento. Parallel dazu verläuft durch den Nordosten der Stadt der auf diesem Abschnitt als Airline Highway bezeichnete U.S. Highway 61. Beide Straßen verbinden Baton Rouge mit New Orleans. Der Louisiana Highway 32 verläuft in Nordost-Südwestlicher Richtung als Hauptstraße durch Sorrento und kreuzt dabei den US 61 und die I 10. Alle weiteren Straßen sind untergeordnete Landstraßen, teils unbefestigte Fahrwege und innerörtliche Verbindungsstraßen.
Neben dem US 61 verläuft für den Frachtverkehr eine Eisenbahnlinie der Kansas City Southern.
Mit dem Louisiana Regional Airport befindet sich 11 km westlich ein kleiner Flugplatz. Die nächsten Großflughäfen sind der Baton Rouge Metropolitan Airport (59,5 km nordwestlich) und der größere Louis Armstrong New Orleans International Airport (69,6 km ostsüdöstlich).

## Bevölkerung
Nach der Volkszählung im Jahr 2010 lebten in Sorrento 1401 Menschen in 537 Haushalten. Die Bevölkerungsdichte betrug 175,1 Einwohner pro Quadratkilometer. In den 537 Haushalten lebten statistisch je 2,61 Personen.
Ethnisch betrachtet setzte sich die Bevölkerung zusammen aus 81,1 Prozent Weißen, 14,6 Prozent Afroamerikanern, 0,4 Prozent amerikanischen Ureinwohnern, 0,7 Prozent Asiaten, 0,2 Prozent Polynesiern sowie 2,1 Prozent aus anderen ethnischen Gruppen; 0,9 Prozent stammten von zwei oder mehr Ethnien ab. Unabhängig von der ethnischen Zugehörigkeit waren 3,3 Prozent der Bevölkerung spanischer oder lateinamerikanischer Abstammung.
26,1 Prozent der Bevölkerung waren unter 18 Jahre alt, 61,3 Prozent waren zwischen 18 und 64 und 12,6 Prozent waren 65 Jahre oder älter. 50,9 Prozent der Bevölkerung war weiblich.

Das mittlere jährliche Einkommen eines Haushalts lag bei 41.806 USD. Das Pro-Kopf-Einkommen betrug 21.309 USD. 14,2 Prozent der Einwohner lebten unterhalb der Armutsgrenze.